# El Cogulló (el Pont d'Armentera)
El Cogulló és una muntanya de 881 metres que es troba al municipi del Pont d'Armentera, a la comarca de l'Alt Camp.
Aquest cim està inclòs a la llistat dels 100 cims de la FEEC amb el nom de Cogullò de Cabra.